# 浪合神社
浪合神社（なみあいじんじゃ）は長野県下伊那郡阿智村浪合（旧浪合村）に鎮座する神社。

## 概要
後醍醐天皇の皇孫である尹良親王を祭神として祀る神社で、延宝年間（1673年 - 1681年）に造営されたと伝わる。
尹良親王は『浪合記』や『信濃宮伝』といった江戸時代に記された軍記物語に登場する創作上の人物である。
南朝の征夷大将軍であった親王は上野国から三河国へ向かう途中、1424年（応永31年）にこの地で北朝側の襲撃を受け命を落とした。その御首を埋めたとされる墓所のそばに神社が置かれている。墓所は境内の西側に位置しており、1881年（明治14年）になって正式に親王墓と比定されたため、宮内庁の管理地として立ち入りが制限されている。
境内には親王を供養するために近年になって建てられた供養塔のほか、宮内大臣渡辺千秋による「尹良親王御旧跡の碑」や、親王の事蹟調査のために明治天皇の勅使として藤原公業が当地を訪れたことを記念する「勅使参向の碑」などがある。
1909年（明治42年）に村内にあった八幡社と諏訪社を合祀している。参道は阿智村立浪合小中学校の脇からおよそ600メートルにもおよぶが、神社近くまで車で迂回することが出来る。

## アクセス
- 自家用車
  - 国道153号浪合交点から県道243号を浪合集落方面へ約1.5km（途中、側道への分岐あり）
- 公共交通機関
  - 西部コミュニティバス「浪合」バス停から約2km（徒歩・参道含む）

## ギャラリー

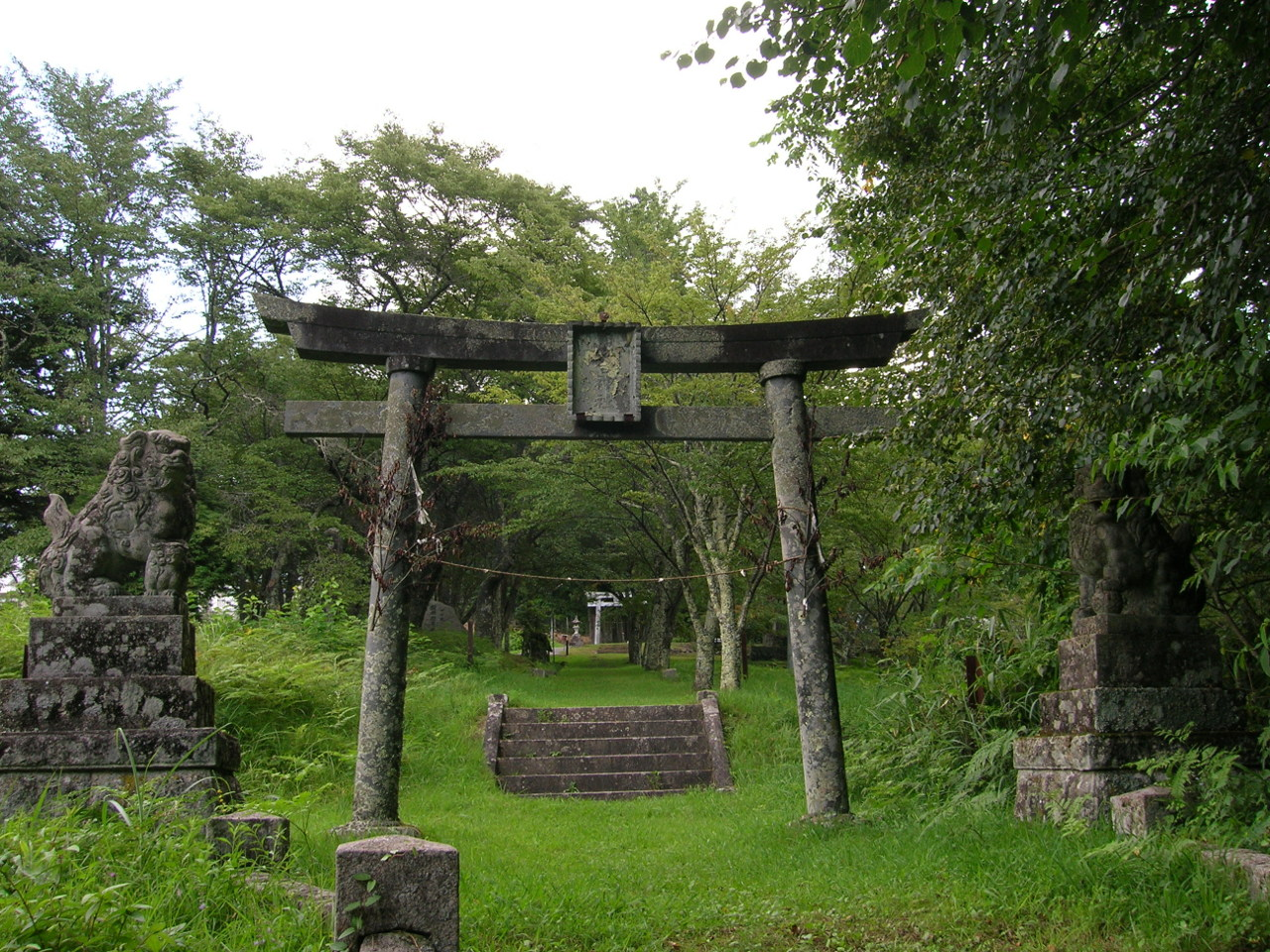
参道途中にある鳥居と狛犬
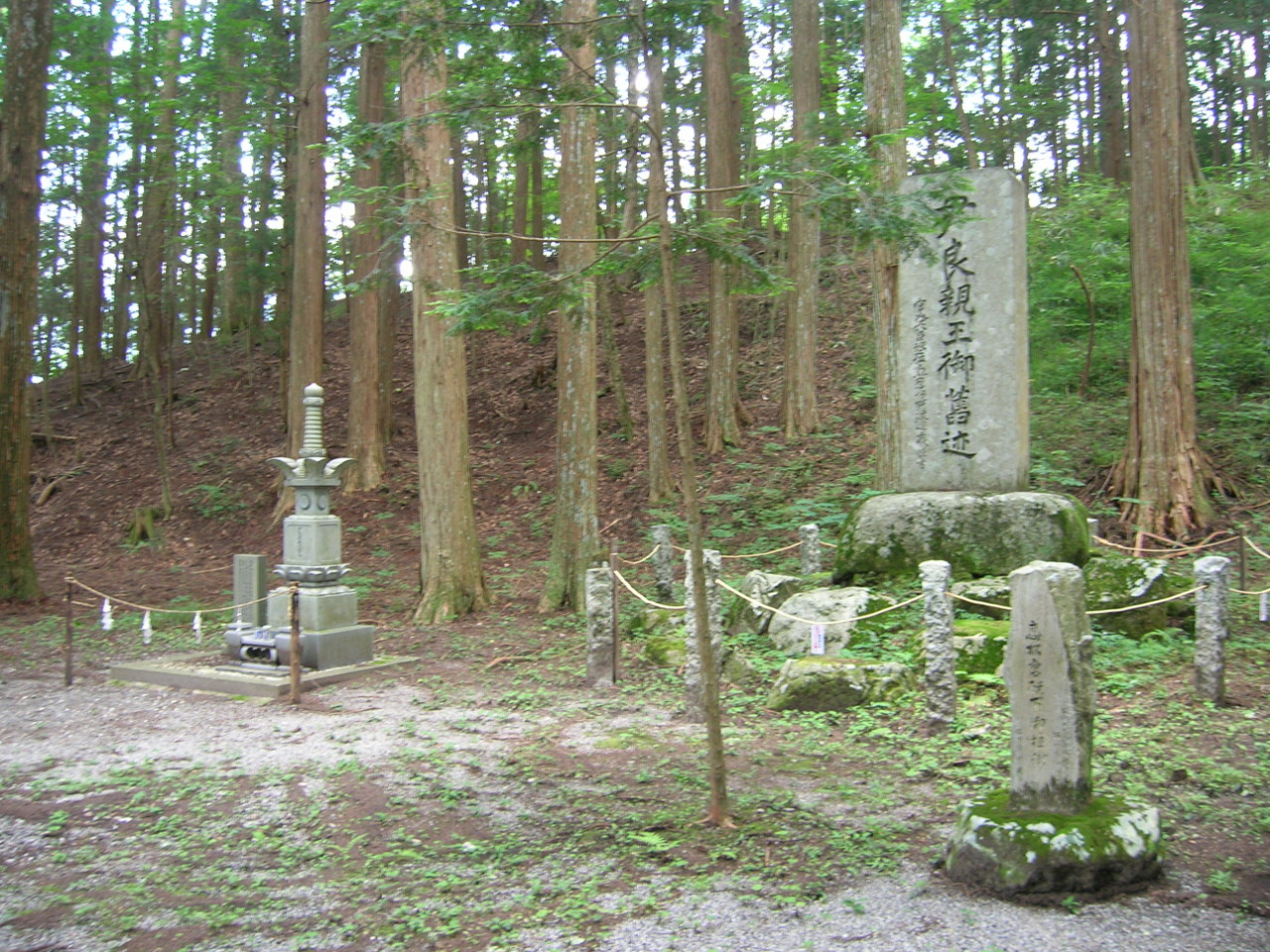
境内に立つ石碑や供養塔
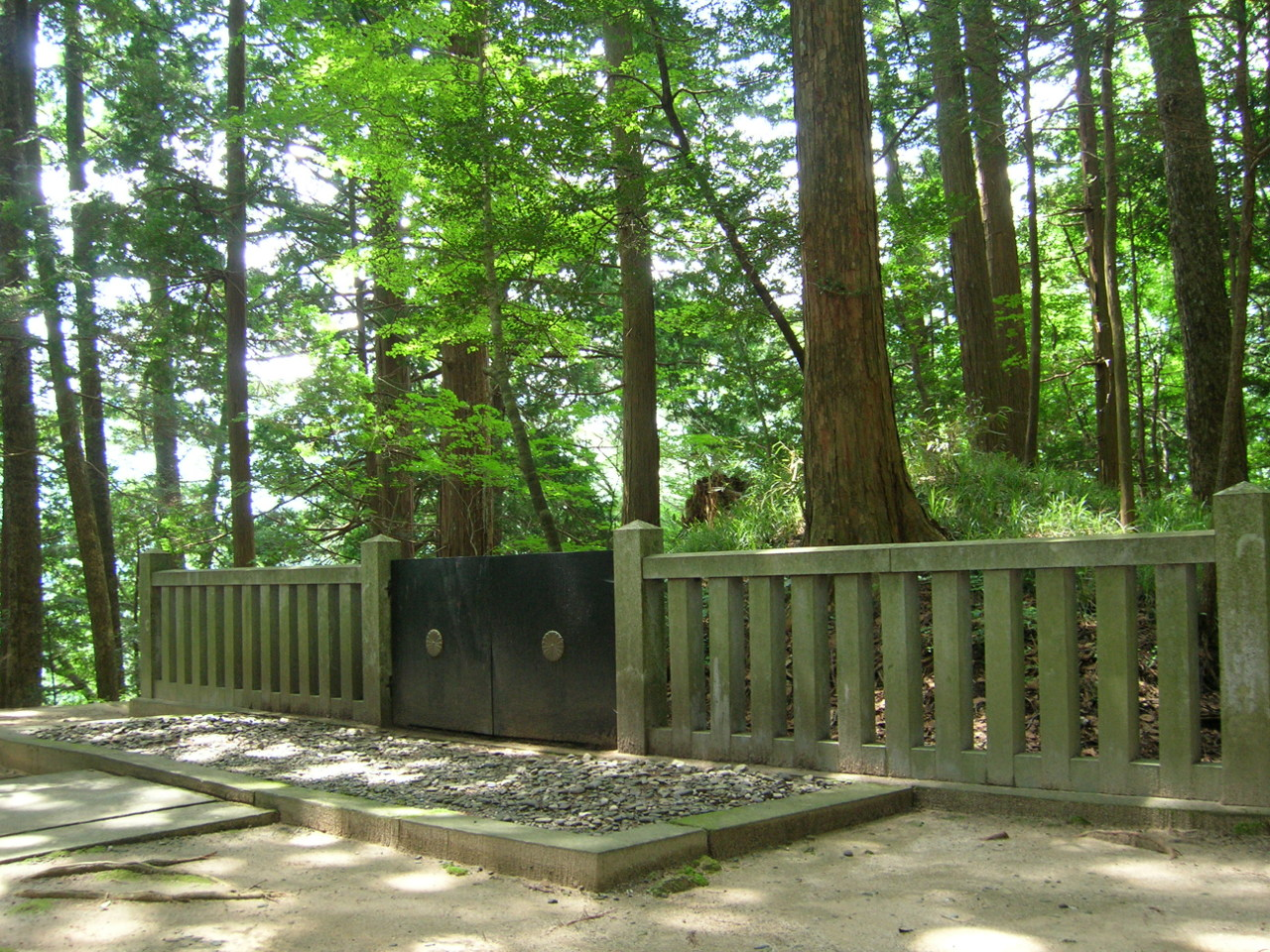
尹良親王御墓